# Chouseishin Gransazer
Chouseishin Gransazer (tiếng Nhật: 超星神グランセイザー Chōseishin Guranseizā), (Tiếng Anh: Super Star God Gransazer, Tiếng Việt: Thần Tuyệt Tinh Gransazer), thường được biết đến ở Việt Nam với tên Siêu nhân Kỳ lân là một bộ phim truyền hình Tokusatsu siêu anh hùng, được sản xuất bởi Công ty TNHH Toho và Konami. Phim phát sóng trên TV Tokyo từ ngày 4 tháng 10 năm 2003 đến ngày 25 tháng 9 năm 2004 với tổng số 51 tập.

## Nội dung
400 triệu năm trước, trên Trái Đất hình thành một nền văn minh tiên tiến hiện đại, vượt xa nền văn minh bây giờ, tuy nhiên người ngoài hành tinh đã tấn công và hủy diệt nền văn minh đó. 400 triệu năm sau đó, 12 hậu duệ của các chiến binh của nền văn minh đó (được gọi là các Sazer) đã thức tỉnh sức mạnh bên trong con người mình và hình thành 4 Tribe (tộc): Hỏa, Phong, Thổ và Thủy. Mỗi một Sazer lại đại diện cho một trong 12 cung hoàng đạo. Lúc đầu, họ chiến đấu lẫn nhau, nhưng sau khi biết được sự thật về tổ tiên của mình và lý do vì sao họ thức tỉnh, nhóm Gransazer đã kết hợp lại để bảo vệ Trái Đất khỏi Gofumanafu, 1 liên minh người ngoài hành tinh đang âm mưu tiêu diệt mọi sự sống trên hành tinh này.

## Nhân vật

### Gransazers
Gransazer là con cháu của các chiến binh thời cổ đại, những người đã bảo vệ Trái Đất khỏi Bosquito. Mỗi Gransazer đều có biểu tượng phát sáng của cung hoàng đạo cho riêng mình ở mu bàn tay trái. Biểu tượng này có thể chuyển thành một Knuckle-Riser giúp họ biến hình. Bằng cách chuyển đổi Knuckle-Riser sang "Transformation Mode", họ có thể triệu hồi áo giáp và vũ khí phù hợp để trở thành Gransazer.
Gransazer bao gồm 12 thành viên ứng với 12 cung trên vòng tròn hoàng đạo và được chia làm 4 nguyên tố. Khi 3 thành viên của cùng một nguyên tố được đánh thức và tập hợp, một Tribe (tộc) được hình thành. Tương ứng với 4 nguyên tố là 4 tộc: Hỏa Tộc, Phong Tộc, Thổ Tộc và Thủy Tộc. Mỗi khi 3 thành viên cùng chuyển đổi Knuckle-Riser sang "ChouSeiShin Mode", họ có thể triệu hồi một cỗ máy khổng lồ với sức mạnh khủng khiếp được gọi là ChouSeiShin (超星神 chōseishin). Khi một ChouSeiShin của mỗi tộc được triệu hồi, một thành viên của tộc có thể thiết lập Knuckle-Riser thành "Boarding Mode" để "Dive-In" và điều khiển ChouSeiShin. Hai thành viên còn lại sau đó sẽ lái máy bay phản lực gọi là Gran Vehicles, một thiết bị hỗ trợ chiến đấu cho các ChouSeiShin.

#### Hỏa Tộc
Kudou Tenma/ Sazer Tarious
Tenma là hậu duệ của Hỏa Tộc, đại diện cho cung Nhân Mã. Anh là nhân viên chuyển phát nhanh, thường hành động mà không cần suy nghĩ. Trong 1 lần chuyển hàng, anh vô tình chứng kiến Sazer Relms đang tấn công khu khảo cổ, và đúng lúc đó thì sức mạnh Sazer của anh bắt đầu thức tỉnh nên anh bị Relms bắt về. Sau đó, anh được Mika/ Sazer Mithras cứu, tuy nhiên Mika lại bị Sazer Velsou, đồng đội của Relms đánh gục. Tức giận trước việc đó, Tenma đã biến thân thành Sazer Tarious và đánh bại Velsou. Sau khi thống nhất cả bốn tộc, Tenma trở thành đội trưởng của Gransazer dù bản thân anh thấy mình không thích hợp với vai trò này. Tenma rất quan tâm tới đồng đội của mình và mọi sự sống trên Trái Đất. Anh thường xuyên cãi lộn với Mika nhưng thực chất Tenma rất yêu quý cô.
Shidou Mika/ Sazer Mithras
Mika là hậu duệ của Hỏa Tộc, đại diện cho cung Bạch Dương. Là con gái nhưng Mika rất... bạo lực, tuy nhiên cô cũng là thành viên thông minh nhất Hoả Tộc. Cô là trợ lý của giáo sư Horiguchi, giúp ông nghiên cứu về nền văn minh cổ xưa nên cô cũng là Sazer đầu tiên thức tỉnh. Cô là chị gái ruột của Ken, không muốn Ken dính vào các cuộc chiến. Mika không có thiện cảm với Tenma trong lần đầu gặp mặt, nhưng sau đó cô phải thừa nhận anh là một người tốt.
Shidou Ken/ Sazer Lion
Ken là hậu duệ của Hỏa Tộc, đại diện cho cung Sư Tử và là em trai của Mika, vẫn còn đang đi học nhưng thi thoảng anh có ghé qua chỗ chị làm để thăm chị. Khi Mika bị Sazer Velsou và Sazer Dail đánh gục, cuối cùng Ken cũng đủ dũng khí để thức tỉnh sức mạnh Sazer của mình và trở thành Sazer Lion. Anh có tình cảm với Ran/Sazer Visuel nhưng không dám nói ra.

#### Phong Tộc
Dentsuin Akira/ Sazer Relms
Akira là hậu duệ của Phong Tộc, đại diện cho cung Song Tử. Sức mạnh của anh thức tỉnh sớm nhưng anh lại bị Karin-1 người Akelon cải trang thành con người, lừa anh chiến đấu với Hỏa Tộc. Dù sau này mọi người đã nhận ra bộ mặt thật của Karin thì chỉ có mình Akira là vẫn tin tưởng và bảo vệ Karin, nhưng rồi anh bị hút vào trong cơ thể của người Akelon, và sau khi được những Sazer khác cứu thì cuối cùng anh cũng tỉnh ngộ và theo phe chính diện. Vị bác sĩ này cũng là Sazer lớn tuổi nhất trong số 12 Sazer.
Amemiya Ryouko/ Sazer Velsou
Ryouko là hậu duệ của Phong Tộc, đại diện cho cung Bảo Bình. Sức mạnh của cô do Karin phát hiện ra và đánh thức, tuy nhiên sau một thời gian cô bắt đầu nghi ngờ bà ta và về phe của Hỏa Tộc. Ryouko là một người cứng rắn, mạnh mẽ và khôn khéo. Cô cũng đã huấn luyện cho Tappei, giúp anh thức tỉnh sức mạnh của mình.
Hakariya Jin/ Sazer Dail
Jin là hậu duệ của Phong Tộc đại diện cho cung Thiên Bình. Nhà thiết kế thời trang này được Karin thức tỉnh sức mạnh và lúc đầu tham gia vào cuộc chiến giữa các Sazer với mục đích "vui là chính". Sau khi bị Ryouko thuyết phục về sứ mệnh của các Sazer, Jin bắt đầu thực sự chiến đấu để bảo vệ hành tinh này.

#### Thổ Tộc
Matsuzaka Naoto/ Sazer Tawlon
Naoto là hậu duệ của Địa Tộc, đại diện cho cung Kim Ngưu. Naoto là một võ sĩ nổi tiếng đã giải nghệ, lang thang khắp nơi để tìm kiếm những đối thủ mạnh. Lúc đầu do bị Karin tẩy não, anh đã chiến đấu với Tenma/ Sazer Tarious và Akira/ Sazer Relms, tuy nhiên sau khi hiểu ra mọi chuyện thì Naoto cũng trở thành một chiến binh đắc lực trong nhóm Gransazer.
Saotome Ran/ Sazer Visuel
Ran là hậu duệ của Địa Tộc, đại diện cho cung Xử Nữ, là 1 vũ công đường phố và là người đặc biệt nhất trong 12 Sazer do có sức mạnh tâm linh khá cao, nhờ đó mà cô hé lộ được ra toàn bộ lịch sử về cuộc chiến cổ xưa. Trái với vẻ ngoài hồn nhiên, vô tư, Ran lại rất nghiêm túc và tận tâm trong các cuộc chiến. 
Kamiya Gou/ Sazer Tragos
Gou là hậu duệ của Địa Tộc, đại diện cho cung Ma Kết. Anh thức tỉnh sức mạnh của mình khi đang chiến đấu với một tên tội phạm có súng và trở thành một Gransazer. Gou là một cảnh sát tốt bụng, nhiệt tình, nhưng mặt khác, anh cũng vô cùng quyết liệt khi tranh luận với Naoto về nghĩa vụ của một Gransazer.

#### Thủy Tộc
Sorimachi Makoto/ Sazer Gorbion
Makoto là hậu duệ của Thủy Tộc, đại diện cho cung Bọ Cạp. Makoto là thợ chụp ảnh chiến tranh, điều đó khiến anh thường không tin vào người khác trừ những người cùng tộc với mình. Makoto xuất hiện lần đầu khi ngăn cản Impactor Radia tiếp cận ChouSeiShin Leviathan của Thủy Tộc.
Uozumi Ai/ Sazer Pisces
Ai là hậu duệ của Thủy Tộc, đại diện cho cung Song Ngư. Ai là nữ y tá làm cùng bệnh viện với Akira/ Sazer Relms. Sức mạnh của Ai thức tỉnh khi cô bị Impactor Lucia tấn công. Ai có một bản chất tốt bụng, cô không muốn chứng kiến ai phải chết dù đó có là kẻ thù của mình. Chính vì vậy cô đã ngăn cản các Gransazer khi họ chuẩn bị kết liễu Lucia và Logia.
Mikami Tappei/ Sazer Gans
Tappei là hậu duệ của Thủy Tộc, đại diện cho cung Cự Giải. Anh là bạn của Ai và đang nghiên cứu và chăm sóc cá heo tại một công viên hải dương. Sức mạnh của anh thức tỉnh sau quá trình luyện tập cùng Ryouko/ Sazer Velsou.

## Đồng minh

### Giáo sư Ichiro Horiguchi
Giáo sư Ichiro Horiguchi (堀口一郎博士 Horiguchi Ichiro Hakase?) Là một nhà khảo cổ học không gian đã trở nên nổi tiếng với các nghiên cứu khoa học của mình. Phân tích của một số tinh thể cổ xưa, ông đã khám phá những bí mật của Gransazers, Chouseishin và Cuộc Chiến của các Gransazer. Đó là những điều mà nhiều người muốn tìm kiếm.

### Atsushi Misonogi
Atsushi Misonogi (御園木篤司 Misonogi Atsushi?) Là người rất bí ẩn, ông nghiên cứu về các Gransazer. Cuối cùng, Misonogi tiết lộ mình là người đứng đầu Bộ Quốc phòng. Ông sử dụng Horiguchi để theo dõi các Gransazers. Nhưng sau khi nhìn thấy mối đe dọa của Gofumanafu, Misonogi quyết định hỗ trợ giáo sư Horiguchi và các Gransazers.

## ChouSeiShin
Các Chouseishin (Ultra Gods Star hay Super Star Gods) là những vũ khí mạnh nhất của nền văn minh cổ xưa. Sau cuộc chiến với kẻ thù vũ trụ Gofumanafu, chỉ còn vài cỗ máy bị chôn vùi và ngủ đông trong lòng đất cho đến khi các Gransazers đánh thức và triệu hồi.
Mỗi Tribe (tộc) sở hữu một ChouSeiShin. có thể triệu tập bằng cách thiết lập tất cả các Knuckle-Riser của họ để chế độ "ChouSeiShin Mode". Một thành viên của bộ tộc có thể điều khiển Chouseishin bằng cách thiết lập Knuckle-Riser của họ để chế độ "Dive in". Hơn nữa, bằng cách thiết lập Knuckle-Riser của họ để "Sazer-Gear Mode" để có thể trang bị cho Chouseishin của họ với một "phiên bản lớn" vũ khí cá nhân của họ.
Mỗi ChouSeiShin có hai chế độ, có thể chuyển đổi đơn giản. Trong "Live Mode", họ biến thành động vật và có khả năng tự điều khiển. Trong "Warrior Mode", họ biến thành robot, được các Gransazer điều khiển. Mỗi Tribe (tộc) sở hữu một ChouSeiShin.
ChouSeiShin Garuda: Là ChouSeiShin của hỏa tộc, là tộc thứ 2 được đánh thức được ChouSeiShin sau Phong tộc. Garuda mang hình dáng của chim đại bàng, được đánh thức bởi Tenma/ Sazer Tarious, Mika/ Sazer Mithras và Ken/ Sazer Lion khi họ đang ở trên núi HouOu.
ChouSeiShin Dolcruz: Là ChouSeiShin của Phong tộc, ChouSeiShin đầu tiên được đánh thức từ giấc ngủ của nó ở Núi Kabuto. Dolcruz mang hình dáng của kiến vương hai sừng (bọ tê giác) với vô số súng ống trên mình, được đánh thức bởi Akira/ Sazer Relms, Ryouko/ Sazer Velsou và Jin/Sazer Dail.
ChouSeiShin GunCaeser: Là ChouSeiShin của Địa tộc, được đánh thức từ giấc ngủ của nó ở sa mạc Shishioh. GunCaeser mang hình dáng của một con sư tử với hai cánh và hai khẩu súng lazer lớn, được đánh thức bới Naoto/ Sazer Tawlon, Ran/ Sazer Visuel và Gou/ Sazer Tragos.
ChouSeiShin Leviathan: Là ChouSeiShin của thủy tộc, được đánh thức từ giấc ngủ của nó trên ngọn núi trên đảo Shinkujira. Leviathan mang hình dáng của một con cá voi xanh, được đánh thức bởi Makoto/ Sazer Gorbion, Ai/ Sazer Pisces và Tappei/ Sazer Gắn.
ChouSeiShin Guntras:
Guntras được điều khiển bởi một AI tiên tiến, vượt trội so với các ChouSeiShin khác và có một ý chí của riêng mình. Ban đầu được ẩn giấu ở Andes, được gọi là "Bóng tối vĩ đại" trong truyền thuyết Peru, Guntras xuất hiện trở lại khi Guntroler của anh ta được sửa chữa và Logia điều khiển Guntras, dự định sử dụng nguồn cung cấp nhiên liệu oxy của Guntras để va chạm với Mặt trời và kích hoạt một vụ nổ đủ mạnh để bốc hơi Hệ Mặt Trời, sau khi đánh nhau với Logia, Tenma cuối cùng đã có được Guntroler và giải thoát cho Guntras, nó đã kết hợp với Cloud Dragon với tư cách là đồng minh của Sazers. Guntras được trang bị một loạt vũ khí chết người, trong đó có một 5 khẩu lazer trên ngực, một khẩu súng đại bác trên trán và các bệ phóng tên lửa trên cơ thể. Anh ta có thể khai hỏa và ngay lập tức thay thế nắm đấm của mình trong Twin Crusher để tấn công và đôi chân mạnh mẽ của anh ta có thể tạo ra sóng xung kích tàn khốc trong chiêu Land Shake của nó.
Rồng mây ChouSeiJuuren:
ChouSeiJuuren Cloud Dragon cũng lâu đời như ChouSeiShin, một tàn dư khác của nền văn minh cổ đại và cư trú trong tầng ozone của Trái đất để bảo vệ nó khỏi những kẻ xâm lược ngoài hành tinh, cấy ghép DNA của loài người 400 triệu năm trước để khởi động lại hỗ trợ loài người và một AI được mô phỏng theo một phụ nữ từ nền văn minh cổ đại. Cô chỉ xuống khỏi tầng ozone nếu ChouSeiShin được triệu tập hoặc đang cần sự giúp đỡ của cô. Trước trận chiến cuối cùng, Cloud Dragon chính thức giới thiệu mình với GranSazers trước khi nói với họ rằng họ có câu trả lời để ngăn chặn cuộc tấn công vào Trái đất. Đòn tấn công của Cloud Dragon là Galactica Prominence Cannon, một khẩu súng tàn phá có khả năng thổi bay toàn bộ tiểu hành tinh thành từng mảnh.
Hợp Thể Thú Vương Daisazer:
Gashinjuoh Daisazer là Robot hợp thể từ 5 Chouseishin: Garuda, Dolcruz, Guncaeser, Leviathan với Guntras là trung tâm. Cỗ máy có thể nói là khổng lồ nhất của các Gransazer, nó có hình dáng giống Godzilla, cỗ máy có sức mạnh phi thường và rất khó kiểm soát, ngay cả Tenma/Sazer Tarious ban đầu còn không thể điểu khiển được nó, chỉ khi cả 4 người điều khiển Chouseishin của 4 tộc đồng lòng với nhau thì mới có thể điều khiển được cỗ máy này.

Liên kết ngoài
- Toho's Official Gransazer Site Lưu trữ ngày 9 tháng 2 năm 2012 tại Wayback Machine
- TV Tokyo's Gransazers Site Lưu trữ ngày 25 tháng 1 năm 2021 tại Wayback Machine
- Chouseishin Gransazer trên Internet Movie Database